# James George Landells
Pour les articles homonymes, voir Landells.
James George Landells, né le 5 février 1825 à La Barbade et mort le 4 décembre 1871 à Rawalpindi en Inde, est un aventurier britannique. 

## Biographie
Après avoir vécu en Jamaïque, en Gambie et en Angleterre, il se fait connaître en débarquant en Inde en 1842 avec des dromadaires qu'il compte élever. 
Arrivé en Australie en 1856, il se lie avec Robert O'Hara Burke à qui il propose d'utiliser les dromadaires pour ses expéditions dans le centre australien. Il repart ainsi en 1858 rechercher les dromadaires en Inde. Il y recrute John King. A son retour en 1860, Burke le nomme second de son expédition et directeur des dromadaires. Après un périple avec Burke, celui-ci l'envoie rechercher en Inde de nouveaux dromadaires mais Landells ne reviendra finalement jamais. Il finit sa vie en 1871 à Rawalpindi en Inde. 
Jules Verne le mentionne dans son roman Les Enfants du capitaine Grant (partie 2, chapitre XI).